# Виткалов, Виталий Афанасьевич
Виталий Афанасьевич Виткалов (26 июня 1933 — 26 декабря 2005) — советский футболист, защитник. Тренер.

## Биография
Воспитанник юношеской команды ОДО Ташкент. Карьеру игрока провёл во втором эшелоне первенства СССР за ташкентские команды «Спартак» (1953—1955) и «Пахтакор» (1956—1959). 24 октября 1960 года сыграл единственный матч в классе «А» — в домашней игре против «Кайрата» (3:0) заменил Максуда Шарипова.
Участник Спартакиады народов СССР 1956 года в составе сборной Узбекской ССР.
Старший тренер команды КФК «Звезда» Ташкент (1965—1966). Старший тренер (1967), тренер (1968) «Свердловца» Ташкентская область. Старший тренер команд второй лиги «Янгиер» (1975—1976), «Амударья» Нукус (1978), «Текстильщик» Наманган (1979), «Старт» Ташкент (1980, 1983—1984; 1980 — тренер), «Касансаец» Касансай (1985), «Химик» Алмалык (1990).
Скончался 26 декабря 2005 года в возрасте 72 лет.